# Strahan Airport
Strahan Airport är en flygplats i Australien. Den ligger i kommunen  West Coast och delstaten Tasmanien, i den sydöstra delen av landet, omkring 190 kilometer nordväst om delstatshuvudstaden Hobart.
Trakten är glest befolkad. Närmaste större samhälle är West Strahan, nära Strahan Airport. 
Genomsnittlig årsnederbörd är 2 835 millimeter. Den regnigaste månaden är augusti, med i genomsnitt 342 mm nederbörd, och den torraste är februari, med 113 mm nederbörd.